# Montréverd
Montréverd è un comune francese del dipartimento della Vandea nella regione dei Paesi della Loira.
È stato creato il 1º gennaio 2016 dalla fusione dei preesistenti comuni di Mormaison, Saint-André-Treize-Voies e Saint-Sulpice-le-Verdon.
Il capoluogo è la località di Mormaison.

Il territorio comunale di Montréverd, originato dalla fusione dei comuni di Mormaison, Saint-André-Treize-Voies e Saint-Sulpice-le-Verdon